# Don Granato
Donald "Don" Granato, född 11 augusti 1967, är en amerikansk ishockeytränare och före detta professionell ishockeyforward som var senast tränare för Buffalo Sabres i National Hockey League (NHL) mellan den 17 mars 2021 och den 16 april 2024.

## Spelare
Han som ishockeyspelare spelade för Columbus Chill i East Coast Hockey League (ECHL); Wisconsin Badgers i National Collegiate Athletic Association (NCAA) samt Madison Capitols i United States Hockey League (USHL)
Granato blev aldrig NHL-draftad.

### Statistik

#### Lag
| 1985–1986   | Madison Capitols  | USHL        | 48  | 32 | 37 | 69  | 55  | — | — | — | — | — |
| 1986–1987   | Madison Capitols  | USHL        | —   | 28 | 40 | 68  | —   | — | — | — | — | — |
| 1987–1988   | Wisconsin Badgers | NCAA        | 36  | 10 | 8  | 18  | 18  | — | — | — | — | — |
| 1988–1989   | Wisconsin Badgers | NCAA        | 39  | 9  | 10 | 19  | 50  | — | — | — | — | — |
| 1989–1990   | Wisconsin Badgers | NCAA        | 45  | 12 | 11 | 23  | 40  | — | — | — | — | — |
| 1990–1991   | Wisconsin Badgers | NCAA        | 42  | 14 | 14 | 28  | 42  | — | — | — | — | — |
| 1991–1992   | Columbus Chill    | ECHL        | 40  | 10 | 32 | 42  | 28  | — | — | — | — | — |
| 1992–1993   | Columbus Chill    | ECHL        | 63  | 16 | 32 | 48  | 46  | — | — | — | — | — |
| ECHL totalt | ECHL totalt       | ECHL totalt | 103 | 26 | 64 | 90  | 74  | — | — | — | — | — |
| NCAA totalt | NCAA totalt       | NCAA totalt | 162 | 45 | 43 | 88  | 150 | — | — | — | — | — |
| USHL totalt | USHL totalt       | USHL totalt | 48  | 60 | 77 | 137 | 55  | — | — | — | — | — |

## Tränare
År 1994 blev han temporär tränare för Wisconsin Capitols i USHL, men lämnade laget när säsongen var färdigspelad. Granato blev senare utsedd till general manager och tränare för ligakonkurrenten Green Bay Gamblers. Tre år senare gick han vidare i sin tränarkarriär och utnämndes till tränare för sitt gamla lag Columbus Chill, säsongen därpå fick han även ha general manager-positionen i laget. Det hölls dock bara till 1999 när han lämnade Chill och blev tränare för ligakonkurrenten Peoria Rivermen. Ett år senare utsågs Granato till att bli tränare för Worcester Icecats i American Hockey League (AHL), han var där fram tills 2005 när han fick ett jobb i National Hockey League (NHL), rättare sagt som assisterande tränare för St. Louis Blues. Det blev dock bara ett år i Blues, de två efterföljande åren arbetade han som talangscout för NHL-laget Toronto Maple Leafs. År 2008 återvände Granato till tränarjobbet och ledde Chicago Wolves i AHL två säsonger. År 2010 återvände Granato till NHL och var talangscout for Vancouver Canucks. År 2011 utsågs han som tränare för U17-laget inom Team USA i USHL, i och med arbetet så arbetade Granato också för det amerikanska herrjuniorlandslaget vid U18-Världsmästerskapet i ishockey för herrar 2012 (tränare, guldmedalj) och U18-Världsmästerskapet i ishockey för herrar 2014 (tränare, guldmedalj) samt juniorvärldsmästerskapet i ishockey 2015 (assisterande tränare). Han var också assisterande tränare för USA:s herrlandslag i ishockey vid Världsmästerskapet i ishockey för herrar 2014, Världsmästerskapet i ishockey för herrar 2018 (bronsmedalj) och Världsmästerskapet i ishockey för herrar 2022. År 2016 lämnade han Team USA och blev assisterande tränare åt sin bror Tony Granato, när denne blev tränare för University of Wisconsin–Madisons idrottsförening Wisconsin Badgers herrishockeylag. Redan året därpå lämnade han Badgers och återvände till NHL och blev assisterande tränare för Chicago Blackhawks. Den 25 april 2019 meddelade Blackhawks att Granato fick inte fortsätta som assisterande tränare. Senare under året fick han ett nytt arbete när han utsågs till assisterande tränare för Buffalo Sabres. Den 17 mars 2021 fick tränaren Ralph Krueger sparken och Granato utsågs till temporär tränare för Sabres. Den 29 juni meddelade Sabres att Granato hade blivit utsedd till permanent tränare för dem.

### Statistik
Källa: 
| Lag            | Säsong    | Grundserie | Grundserie | Grundserie | Grundserie         | Grundserie | Grundserie     | Slutspel          |  |
| Lag            | Säsong    | Matcher    | Vinster    | Förluster  | Övertids förluster | Poäng      | Placering      | Resultat          |  |
| -------------- | --------- | ---------- | ---------- | ---------- | ------------------ | ---------- | -------------- | ----------------- |  |
| Buffalo Sabres | 2020–2021 | 28         | 9          | 16         | 3                  | 21         | 8:a i East     | Missade slutspel. |  |
| Buffalo Sabres | 2021–2022 | 82         | 32         | 39         | 11                 | 75         | 5:a i Atlantic | Missade slutspel. |  |
| Buffalo Sabres | 2022–2023 | 82         | 42         | 33         | 7                  | 91         | 5:a i Atlantic | Missade slutspel. |  |
| Buffalo Sabres | 2023–2024 | 82         | 39         | 37         | 6                  | 84         | 6:a i Atlantic | Missade slutspel. |  |
| Totalt         | Totalt    | 274        | 122        | 125        | 27                 | 271        |                |                   |  |

## Privat
Han är bror till Tony Granato, syster till Cammi Granato, svåger till Ray Ferraro och släkt med Landon Ferraro, som är son till den nämnda svågern.